# Deldoul
Deldoul es un municipio de la provincia o vilayato de Timimoun en Argelia. En agosto de 2011 tenía una población censada de 8647 habitantes.
Se encuentra ubicado al suroeste del país, en el desierto del Sahara.